# Rhodoxanthine
Rhodoxanthine is een paarse kleurstof. Ze komt voor in planten zoals de venijnboom (taxus) en in de veren van sommige vogels. Scheikundig is het een carotenoïde, meer bepaald een xanthofyl. Het is toegelaten als voedingsadditief om voedsel te kleuren onder E-nummer E161f.